# Chiesa della Santissima Trinità (Scanzorosciate)
La chiesa della Santissima Trinità è il principale luogo di culto cattolico di Gavarno Vescovado, frazione di Scanzorosciate in provincia e diocesi di Bergamo. Fa parte del vicariato di Scanzo-Seriate. La chiesa che era di proprietà dei vescovi di Bergamo fino al 1905 conserva tele settecentesche del pittore Antonio Cifrondi.

## Storia
Il nome della località deriva dalla presenza nei mesi estivi dei vescovi di Bergamo in villeggiatura. Il piccolo oratorio risulta inserito nelle visite pastorali di san Carlo Borromeo del 1575 e del vescovo Daniele Giustiniani del 1687, ma fu il cardinale Pietro Priuli a costruirvi una cappella maggiore nel 1725 così che vi fosse assicurato il servizio religioso agli abitanti in tutti i periodi dell'anno. 
La chiesa fu visitata l'11 novembre 1780 dal vescovo di Bergamo Giovanni Paolo Dolfin e su suo desiderio e autorizzazione nel 1803 la chiesa fu ampliata. Il nuovo altare in marmo fu consacrato dal vescovo Carlo Gritti Morlacchi nel 1852. La nuova torre campanaria fu eretta due anni successivi. La chiesa rimase di proprietà dei vescovi di Bergamo fino al 1905.
Negli ultimi anni del XIX secolo la chiesa fu oggetto di un nuovo ampliamento. L'edificio ristrutturato fu consacrato dal vescovo Adriano Bernareggi il 3 maggio 1944, il quale ne mantenne l'antica intitolazione alla Santissima Trinità, e fece dono delle reliquie dei santi Alessandro di Bergamo e Sebastiano che furono sigillate nella mensa del nuovo altare. 
Il 23 novembre 1934 la chiesa di Gavarno acquisì la piena autonomia dismembrandosi dalla chiesa di Santa Maria Assunta di Rosciate con decreto del vescovo Luigi Maria Marelli. Fu civilmente riconosciuta il 13 maggio 1935 con regio decreto e inserita fino al 1939, nella vicaria di Alzano maggiore. Nel 1971 con la nuova organizzazione territoriale diocesana, la parrocchiale fu inserita nella vicariale zona XIV e con decreto del 27 maggio 1979 del vescovo di Bergamo Giulio Oggioni nel vicariato foraneo di Scanzo-Seriate.

## Descrizione

### Esterno
L'edificio di culto è preceduto da un ampio sagrato con pavimentazione in bolognini di porfido posti a disegno geometrico. La facciata è tripartita da quattro grandi lesene complete di zoccolatura e coronate da capitelli ionici, che reggono il cornicione modanato con il settore centrale curvo. Nella parte inferiore il portale d'ingresso presenta un contorno modanato in pietra, e la parte superiore ha una grande finestra con contorno in muratura.

### Interno
Internamente la chiesa è a croce greca con lesene in stucco a lucido a finto marmo, che reggono la trabeazione e il cornicione che percorrere tutta l'aula e che dividono la navata in tre campate.

A destra della prima campata vi è il battistero e corrispondente a sinistra la zona penitenziale con il confessionale ligneo. Nel transetto vi è la cappella della Madonna Addolorata a sinistra e corrispondente a destra dedicata al Sacro Cuore di Gesù. La parte di navata che si collega alla zona presbiteriale, presenta due ingressi dedicati  ai locali di deposito e a un ingresso laterale.
Il presbiterio preceduto dall'arco trionfale con volta a botte termina con il coro absidato coperto da catino. Il coro legno è posto a termina dell'abside con tre grandi tele settecentesche, opere di Antonio Cifrondi, raffiguranti Disputa di Gesù con i dottori del Tempio, Lavanda dei piedi e Il sogno di Giacobbe, della scuola del Tintoretto è la tela conservata nel locale della sagrestia Il giudizio di Caifa.